# Deux femmes courant sur la plage
Deux Femmes courant sur la plage (La Course) est un tableau réalisé par Pablo Picasso à l'été 1922 à Dinard. Cette gouache sur contreplaqué représente deux femmes qui courent sur une plage. Elle est aujourd'hui conservée au Musée national Picasso-Paris,,.

## Description
Ce tableau représente deux femmes au corps ample, se tenant par la main et courant sur plage, sous un ciel bleu parsemé de nuages blancs. Elles portent des vêtements larges et blanc, laissant chacune apparaître un sein.
La composition de l'œuvre révèle un paradoxe : Pablo Picasso utilise un petit format pour représenter une scène dynamique et puissante. Dans cette petite toile, il concentre de nombreuses expérimentations qui aboutiront aux séries des Baigneuses (1928-1929),.

## Contexte
Dans les années 1920, Dinard est une cité balnéaire en vogue, reconnue pour ses établissements sportifs et thérapeutiques, ainsi que son microclimat particulièrement doux. Un tourisme avant tout mondain se développe autour de différentes activités sportives, telles que la natation, le golf ou le tennis. 
Du 15 juillet à la mi-septembre 1922, Pablo Picasso, sa femme Olga Khokhlova et leur fils Paulo y viennent en vacances. La découverte de la région, de l'ambiance balnéaire, des couleurs et lumières nouvelles, ainsi que de la qualité de vie, comparée à la frénésie parisienne, a une profonde incidence sur le travail de l'artiste. Comme le souligne le Musée national Picasso-Paris, « [...] la beauté, la quiétude, l’optimisme se font ressentir dans les œuvres qu’il réalise cet été-là. Des tons chaleureux sont posés en aplats sur les toiles ou les feuilles de papier, et les sujets prennent des formes figuratives. La beauté est au cœur de sa recherche, en particulier celle des femmes, dont les corps se dévoilent sur la plage qu’il fréquente quotidiennement. ». De son séjour à Dinard, Picasso retiendra surtout la lumière :

« Je n’ai pas copié cette lumière, j’ai simplement baigné dedans ; mes yeux ont vu, et mon subconscient a enregistré cette image. »

— Pablo Picasso

## Analyse
D'après Émilie Bouvard, conservatrice du patrimoine au Musée national Picasso-Paris, les deux femmes ne seraient pas en train de courir - malgré le titre explicite - mais de danser. En effet, depuis 1916, Pablo Picasso collabore avec la compagnie des Ballets russes de Serge de Diaghilev, où il observe et analyse les mouvements des danseurs. Il épouse d'ailleurs en 1918 l'une des danseuses, Olga Khokhlova. La gouache des Deux Femmes sera même transposée en 1924 sur le rideau de scène du ballet Le Train bleu, spectacle évoquant la Méditerranée des années folles et la mode naissante des bains de mer. « Enfin, leur vêtement à l'antique et leurs formes sculpturales légèrement disproportionnées rappellent les corps classiques monumentaux que Picasso a réalisés à Fontainebleau en 1921 ; ces femmes sont des Ménades, à la tête cassée en arrière, qui accompagnaient le cortège de Dionysos, et que Picasso a découverts sur des bas-reliefs antiques du musée du Prado. »,,.
L’artiste s’inspire également du maniérisme, courant pictural issu de l’École de Fontainebleau, au milieu du XVIe siècle. Pablo Picasso, qui a justement vécu à Fontainebleau l'été précédent, disproportionne ses personnages (cous allongés, membres grossis, tête rétrécies), s'affranchissant ainsi des règles de perspective et des codes académiques de son époque ; l’expressivité est privilégiée face à l’harmonie ou la perfection.